# Regula (Architektur)

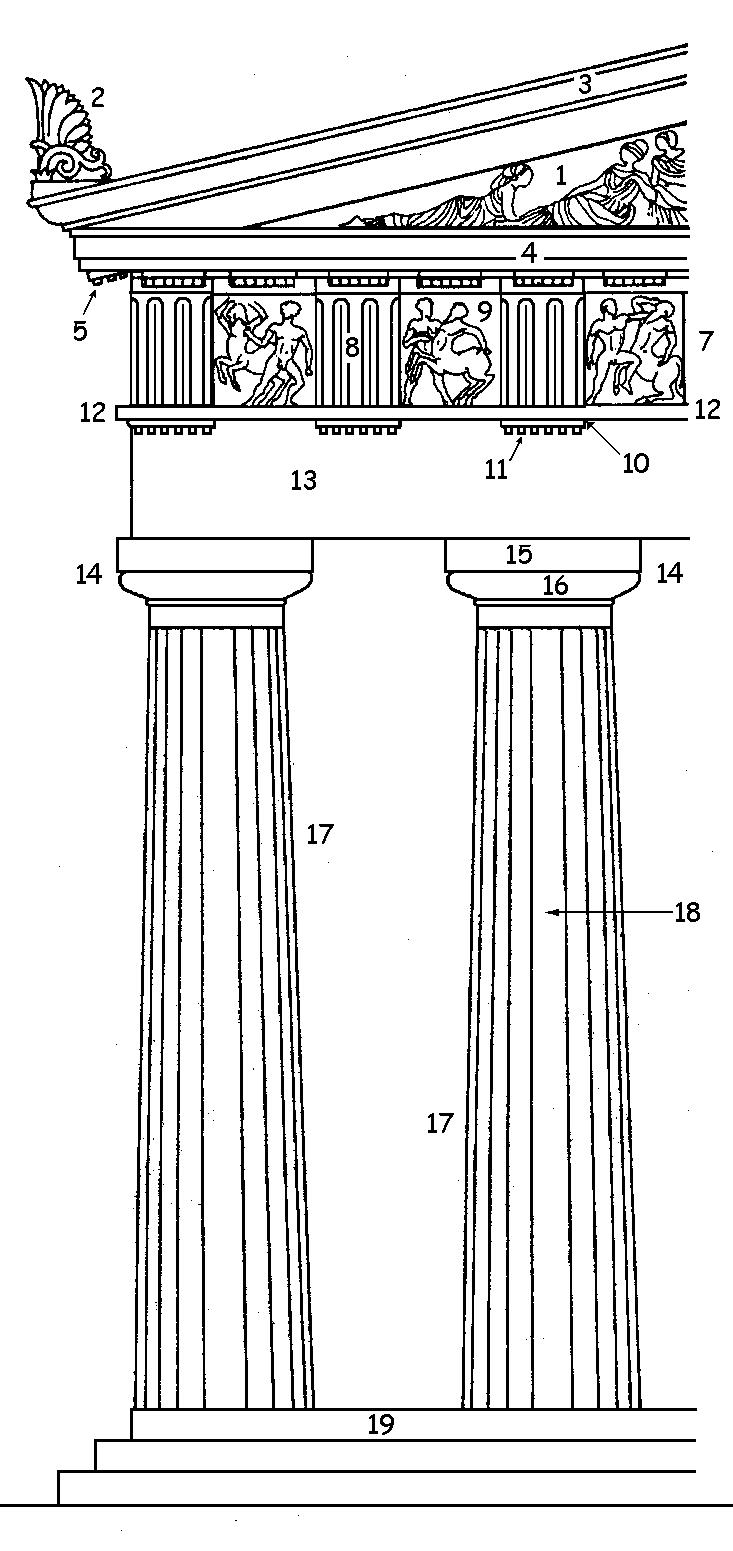
Regula (Nr. 10)

Die Regula (lateinisch, Plural Regulae), die dorische Tropfenleiste, ist eine kleine Platte mit normalerweise sechs hängenden konischen oder zylindrischen Tropfen, den Guttae, unter der vorspringenden Leiste (Taenia) des Architravs der dorischen Ordnung. 
Die Regulae korrespondieren mit den Triglyphen des dorischen Triglyphenfrieses. In der Frühphase der dorischen Steinarchitektur konnte die Anzahl ihrer Guttae nur vier betragen, erst in der zweiten Hälfte des 6. Jahrhunderts v. Chr. wurde die Anzahl von sechs Guttae verbindlich. Mit der im 3. Jahrhundert v. Chr. einsetzenden Vermischung der Säulenordnungen konnte eine Regula samt Tropfen allerdings auch die Unterseite ionischer Kymatien verzieren, wie es häufig in der alexandrinischen Architektur zu finden ist.
Beschriftung der Zeichnung:
1. Giebelfeld
2. Akroterion
3. Giebelgesims / Sima
4. Kranzgesims / Geison
5. Mutulus
6. fehlt 
7. Fries 
8. Triglyphen
9. Metopen
10. Regula
11. Guttae
12. Taenia
13. Architrav
14. Kapitell
15. Abakus
16. Echinus
17. Säulenschaft
18. Kanneluren
19. Basis
19. a) Stylobat
19. b) Euthynterie